# Philharmonie de Paris

Philharmonie de Paris

Philharmonie de Paris là một thiết chế văn hóa ở Paris, Pháp, chủ yếu dành cho âm nhạc giao hưởng. Nằm trong công viên La Villette ở quận 19, Philharmonie de Paris bao gồm Philharmonie 1, công trình của kiến trúc sư Jean Nouvel khánh thành năm 2015, và Philharmonie 2, tức Cité de la musique, công trình của kiến trúc sư Christian de Portzamparc hoàn thành năm 1995. Philharmonie 1, thường được gọi bằng tên Philharmonie de Paris, bao gồm một thính phòng 2.400 chỗ ngồi cùng các không gian triển lãm, giáo dục và tập luyện của dàn nhạc. Philharmonie 2 bao gồm hai thính phòng, 900 và 250 chỗ, cùng một viện bảo tàng và thư viện âm nhạc. Ngoài âm nhạc giao hưởng, Philharmonie de Paris còn dành cho nhạc jazz và World music. Thính phòng Philharmonie 1 là phòng biểu diễn chính của Dàn nhạc giao hưởng Paris (Orchestre de Paris), trước đó vốn ở Salle Pleyel trong trung tâm thành phố.

## Chi phí
Tổng chi phí lên tới 386 triệu euro, tăng hơn 60% so với dự kiến ban đầu là 234 triệu euro.